# Issam Merdassi
Issam Merdassi (Sfax, 16 marzo 1981) è un ex calciatore tunisino, di ruolo difensore.

## Carriera

### Nazionale
Nel 2004 ha partecipato, insieme alla selezione tunisina, ai Giochi della XXVIII Olimpiade ad Atene.
Nel 2006 ha fatto parte della selezione tunisina che ha partecipato alla Coppa delle nazioni africane 2006, edizione disputata in Egitto.

## Palmarès

### Club

#### Competizioni nazionali
- Campionato tunisino: 4

Sfaxien: 2004-2005
- Coppa di Tunisia: 2

Espérance: 2004, 2009
- Coppa Principe Faysal Bin Fahd: 1

Al-Nassr: 2008